# 橋本麻耶
橋本 麻耶（はしもと まや、1994年10月10日 - ）は、日本のAV女優。
クラップ所属。

## 略歴
兵庫県出身。2014年8月、マックス・エーより『夏恋』でAVデビューした。

## 人物
- 趣味：美容グッズ集め
- 特技：料理（カレイの煮つけ） [1]。

## 出演作品
2014年
- 夏恋（8月8日、マックス・エー）[1]
- 必撮美少女 人生初の連続絶頂せっくす（9月12日、マックス・エー）
- 妹の秘密 リフレイン （10月10日、マックス・エー）
- 初3P初失禁!初めて尽くしの解禁チャレンジ! （11月14日、マックス・エー）
- 密室─美少女クライシス─（12月12日、マックス・エー）

2015年
- 学園ラブパラストーリーみて、みて!せんせっ（1月9日、マックス・エー）
- 痴漢×嬲辱×映画館（2月13日、マックス・エー）
- 姦全犯罪クラブＤＸ（3月13日、マックス・エー）…共演：谷原ゆき
- 未亡人オークション 幼妻の活け造り（4月10日、マックス・エー）
- 官能シリーズ アナタ専用、橋本麻耶をお届けします。（5月8日、マックス・エー）
- 制服狩り （6月12日、マックス・エー）
- やりすぎ！キャッツアイ （6月26日、マックス・エー）…共演：彩乃なな、白石みなみ
- GAL☆STARギャル☆スターまやぽよ （7月10日、マックス・エー）
- 卒業 橋本麻耶8時間 （8月14日、マックス・エー）